# Danuta Strachocka
Danuta Strachocka (ur. 19 marca 1924, zm. 26 października 1996 w  Warszawie) – polska architekt. Żona architekta Andrzeja Strachockiego.

## Życiorys[1]
W czasie okupacji należał do Armii Krajowej, działając pod pseudonimem "Małgorzata". W 1952 została absolwentem Wydziału Architektury Politechniki Warszawskiej. W tym samym roku została członkiem Stowarzyszenia Architektów Polskich  w Warszawie. Projektantka w Biurze Projektów Budownictwa Przemysłu Chemicznego Prochem.
Zmarła 26 października 1996 w Warszawie. Została pochowana na tamtejszym Cmentarzu Północnym.

## Projekty i nagrody[1]
- Plan generalny Zakładów Przemysłowych Police, wraz z Jerzym Krajewskim oraz Józefem Trojańskim, – Nagroda I stopnia Ministra Budownictwa i Przemysłu Materiałów Budowlanych (1969).